# Yasuko Aoike
Yasuko Aoike (青池 保子, Aoike Yasuko, Shimonoseki, 24 juli 1948) is een Japans mangaka. Het merendeel van haar werken zijn shojo manga en focust op romantiek, avontuur en komedie. Velen ervan bevatten homoseksuele elementen. Aoike is deel van de Jaar 24 Groep.
Aoike was het jongste kind van een grote familie. Ze had vijf zussen en een broer. Haar familie bezat een bouwfirma. Haar vader, een amateur-kunstenaar die specialiseerde in schilderijen met gewassen inkt, oefende een grote invloed uit op haar.
Aoike debuteerde in 1963 op vijftienjarige leeftijd in het Ribon magazine met het kortverhaal Sayonara Nanette. Haar korte werken verschenen in Shojo Friend en  andere Kodansha publicaties in de jaren 1970. Daarna tekende ze langere reeksen voor Akita Shoten, waarvan de eerste Miriam Blue's Lake was. Het werd in januari 1975 uitgegeven in het magazine Princess. Haar manga werd ook gepubliceerd in Shueisha 's Monthly Seventeen Magazine in de late jaren 1970 en in Hakusensha's LaLa in de jaren 1980.
Aoike is vooral bekend voor de manga From Eroica with Love, welke sinds 1976 gepubliceerd werd door Akita Shoten. In 1991 ontving Aoike de Nihon Mangaka Kyokai Sho (een Japanse prijs voor striptekenaars) voor het werk Alcazar.

## Werkselectie
- Greenhill Story (verhaal van Keiko Nagita)
- Miriam Blue's Lake (verhaal van Keiko Nagita)
- From Eroica with Love (エロイカより愛をこめて, Eroika yori Ai wo Komete)
- Sons of Eve (イブの息子たち, Ibu no Musuko-tachi)
- Seven Seas, Seven Skies (七つの海七つの空, Nanatsu no Umo Nanatsu no Sora)
- El halcón (エル・アルコン - 鷹 -, Eru Arukon - Taka)
- Ivy Navy (IVY NAVY)
- Trafalgar (トラファルガー, Torafarugā)
- Z (Z - ツェット -, Tsetto - Tsetto -)
- Der Freischütz (魔弾の射手, Madan no Shashu)
- Alcazar (アルカサル-王城-, Arukasaru-Ōjō-)
- The Tale of a Priest and a Doctor
- The Day of Saladin (サラディンの日, Saradin no Hi)
- Richard, the Lion-Hearted
- Brother Falco (修道士ファルコ, Shūdōshi Faruko)
- The Temptation of Scarlet (緋色の誘惑, Hiiro no Yūwaku)
- The Carthaginian Fantasy
- The Melancholy of Her Majesty
- The Knight of Drachen (ドラッヘンの騎士, Dorahhen no Kishi)
- Plus Ultra (verzameling tekeningen)
- Aoike Yasuko Official Character Guide Book